# Rotterdam (singolo)
Rotterdam è un singolo del rapper estone Nublu, pubblicato il 14 giugno 2019.

## Tracce
Testi e musiche di Markkus Pulk.
1. Rotterdam – 2:57

## Classifiche
| Classifica (2019) | Posizione massima |
| ----------------- | ----------------- |
| Estonia           | 1                 |